# Bronzebüste Wilhelm I. (Geneicken)

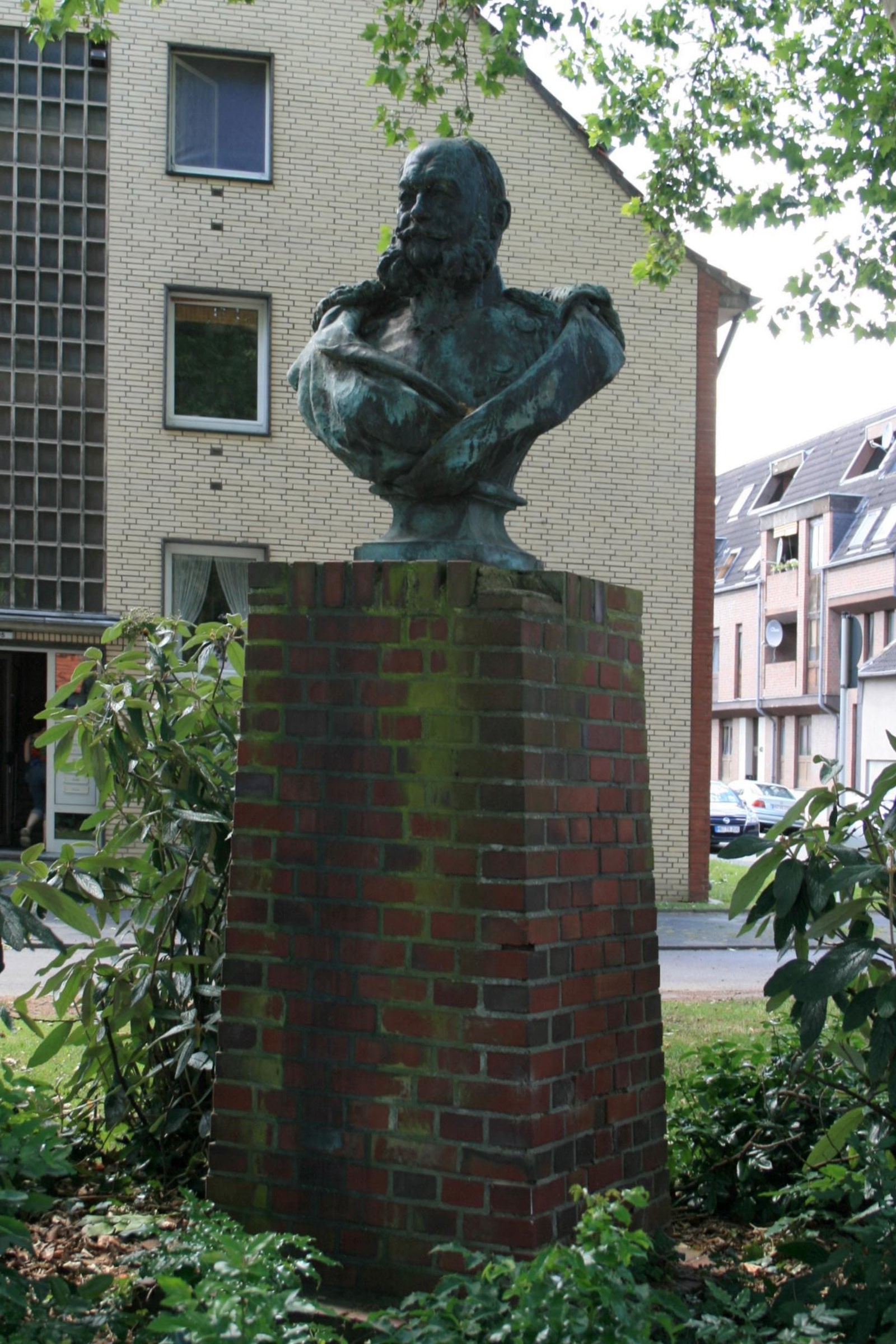
Gedenkbüste (2010)

Die Gedenkbüste von Kaiser Wilhelm I. steht im Stadtteil Bonnenbroich-Geneicken in Mönchengladbach (Nordrhein-Westfalen). Das Denkmal wurde 1893 errichtet. Es wurde unter Nr. M 053 am 6. Dezember 1994 in die Denkmalliste der Stadt Mönchengladbach eingetragen.

## Lage
Im ländlich geprägten Ortsteil Geneicken auf dem mit alten Platanen eingefassten und begrünten Maarplatz steht das Objekt.

## Architektur
Die Bronzebüste Wilhelm I. folgt dem konventionellen Typus der Porträtbüste. Auf hohem, gemauertem Backsteinpodest ist der Kaiser dargestellt in einer Generalsuniform mit malerisch drapiertem (Hermelin-)Mantel, der, als dem barocken Repertoire entlehntes imperiales Attribut, Würde und Bedeutung des Dargestellten symbolisieren soll. Das unbedeckte mächtige Haupt ist hoch aufgerichtet und leicht zur Seite gewandt. Ein nachdenklich kontemplativer Zug bestimmt das mit einem kräftigen Backenbart geschmückte Antlitz und betont eher die kaiserliche Majestät denn den Soldaten. Ausführender Bildhauer war Lazar Diamant aus München.